# Ціцамурі
Ціцамурі (груз. წიწამური) — невелике село поблизу грузинського міста Мцхета. Воно відоме як місце, де в 1907 році, був убитий знаменитий національний письменник і поет Ілля Чавчавадзе.

## Археологія
Поруч з Ціцамурі (ототожненим з Севсамора у Страбона) було виявлено руїни стародавнього іберійського акрополя. Розкопки проводилися під керівництвом Андріа Апакідзе в 1953 році. Ці руїни можуть бути визначені як залишки Заденціхе (груз. ზადენციხე, буквально: цитадель Задазені) з середньовічних грузинських хронік. Ця фортеця та язичницький храм височіли на горі Зедазені, де пізніше був побудований Зедазенський монастир. Некрополь I століття до н. е. — II століття н. е. був розкритий в 1980-х роках. Серед знахідок були: курильниця-батіллум та італійська ойнохойя.